# Route 93 (Terre-Neuve-et-Labrador)
Pour les articles homonymes, voir Route 93.
La route 93 est une route tertiaire de la province de Terre-Neuve-et-Labrador, située dans l'île de Terre-Neuve, sur la péninsule d'Avalon. Elle est plus précisément située dans le centre de la péninsule, au sud de Whitbourne. La 93 est une route faiblement empruntée, connectant notamment les villages de Colinet à Mount Carmel. La limite de vitesse de cette route varie entre 70 et 80 km/h. De plus, elle est nommée Mount Carmel Rd., mesure 17 kilomètres, et est une route asphaltée sur l'entièreté de son tracé.

## Tracé
L'extrémité nord-ouest de la 93 est située sur la route 91, à Colinet. Elle commence par se diriger vers le sud pendant 6 kilomètres, jusqu'à Harricott, où elle tourne vers le sud-est pour rejoindre Mount Carmel, 5 kilomètres plus loin. Dans cette ville, elle effectue un virage de 90° pour suivre le bras de mer Salmonier. Elle le suit pendant 6 kilomètres, puis se termine sur la route 90, à Saint-Catharine's . 

## Communautés traversées
- Colinet
- Harricott
- Mount Carmel
- Saint-Catharine's